# Richard van Zwol
Richard van Zwol (Amsterdam, 8 februari 1965) is een voormalig Nederlands topambtenaar die sinds 2017 staatsraad is. Hij wordt gezien als een van de meest invloedrijke adviseurs van kabinet en parlement, maar opereert voornamelijk achter de schermen. Van Zwol is lid van politieke partij het Christen-Democratisch Appèl (CDA).

## Korte biografie
Na het behalen van zijn gymnasiumdiploma te 's-Hertogenbosch ging Van Zwol rechten studeren aan de Universiteit van Tilburg waar hij in 1989 zijn doctoraal juridische bestuurswetenschappen behaalde. Dit vakgebied bestrijkt de manieren waarop de overheid maatschappelijke problemen kan oplossen, wat de bevoegdheden en verplichtingen van het bestuur zijn en welke bescherming de burger heeft bij het gebruik van die bevoegdheden. Zijn langjarige carrière bij de rijksoverheid begon bij het ministerie van Financiën, de Inspectie der Rijksfinanciën, in een periode waar bij deze dienst sterk bezuinigd werd en een traject van digitale automatisering werd ingezet. In 1997 stapte hij over naar het ministerie van Binnenlandse Zaken en Koninkrijksrelaties (BZK) waar hij vanaf 1999 directeur Financieel-Economische Zaken was.

### Raadadviseur
In 2002 werd hij naar het ministerie van Algemene Zaken gehaald in de functie van raadadviseur en plaatsvervangend secretaris-generaal. Hier ondersteunde hij CDA minister-president Jan Peter Balkenende op staatsrechtelijk, financieel en sociaal-economisch gebied. Bovendien werd Van Zwol gekozen als secretaris van de (in)formateurs bij drie opeenvolgende kabinetsformaties. De formatie in 2003 voerde tot het Kabinet-Balkenende II; die in 2006 tot het kabinet-Balkenende III en de formatie in 2006/2007 tot Balkenende IV. In april 2007 volgde hij Wim Kuijken op als secretaris-generaal bij Algemene Zaken. Vanaf december 2009 kreeg hij het voorzitterschap van het informele overleg van secretarissen-generaal van de ministeries (SG-Overleg) in handen. In februari 2010 moest Balkenende het ontslag van zijn kabinet aanbieden en kwam in dat najaar het minderheidskabinet-Rutte I tot stand.

### Vanaf 2011
Per 15 augustus 2011 werd Van Zwol benoemd tot secretaris-generaal op het ministerie van Financiën. Maar al vrij snel daarna, op 1 juli 2013, kwam hij weer terug bij het ministerie van BZK, ditmaal als secretaris-generaal. In het bericht op sociale media waar hij dit zelf bekend maakte schreef hij: "Eervolle uitdaging. Weemoed jegens Financien. Alles in het teken van "1 rijksdienst" ipv 11 ministeries.". Per 1 oktober 2017 is hij benoemd tot Staatsraad in de Afdeling Advisering van de Raad van State.

### Nevenfuncties
Van Zwol is lid van het CDA en heeft tussen 1985 en 2001 verschillende lokale en landelijke bestuursfuncties voor de partij bekleed. Andere nevenfuncties in de loop der tijd waren lid van Comité 4 en 5 mei, Comité 200 jaar Koninkrijk, Nationaal Park de Hoge Veluwe, en thans: Alumni Board Law Faculty Universiteit Tilburg en Stichting Festival Classique Den Haag.
Van Zwol was tussen 2018 en 2022 voorzitter van het Wetenschappelijk Instituut voor het CDA.
Sinds 2021 is hij vice voorzitter van de raad van commissarissen van EY Nederland en EY Assurance NL, per 1 januari 2023 voorzitter van de Raad van Commissarissen.
Tussen 2017 en 2021 was Van Zwol op verzoek van het kabinet-Rutte III voorzitter of lid van verschillende commissies: commissie Langdurig verblijvende minderjarige vreemdelingen; commissie Geborgde zetels waterschappen; commissie Visumverlening Cariben en commissie AOW-gat gewezen militairen.
In juli 2022 is hij benoemd tot voorzitter van de Staatscommissie Demografische ontwikkelingen 2050. Deze onafhankelijke commissie onderzocht op verzoek van de Tweede Kamer wat de maatschappelijke gevolgen zijn van de Nederlandse bevolkingsgroei tot het jaar 2050 en bracht daarover in januari 2024 rapport uit. Belangrijke conclusie is, dat een beperking van het migratiesaldo nodig is om een zelfde welvaart te kunnen behouden.
De minister voor Rechtsbescherming Franc Weerwind benoemde Van Zwol met ingang van 1 september 2023 tot nieuwe bestuursvoorzitter van de Stichting Recht en Overheid. Hij volgde Ralph Pans op, die na acht jaar voorzitterschap de maximale benoemingstermijn had bereikt.
Op 20 maart 2024 werd Van Zwol door Geert Wilders voorgedragen als informateur in de kabinetsformatie, tezamen met Elbert Dijkgraaf. Hun informatieperiode eindigde op 16 mei 2024 met de aanbieding van een eindverslag en een hoofdlijnenakkoord van de fracties van PVV, VVD, NSC en BBB aan de voorzitter van de Tweede Kamer. Op 22 mei 2024 wees de Tweede Kamer Van Zwol na afloop van het plenaire debat over eindverslag en hoofdlijnenakkoord op voordracht van Wilders aan als formateur. Het resultaat daarvan werd het kabinet-Schoof dat op 2 juli aantrad.